# Ciemnoboczniak bukowy

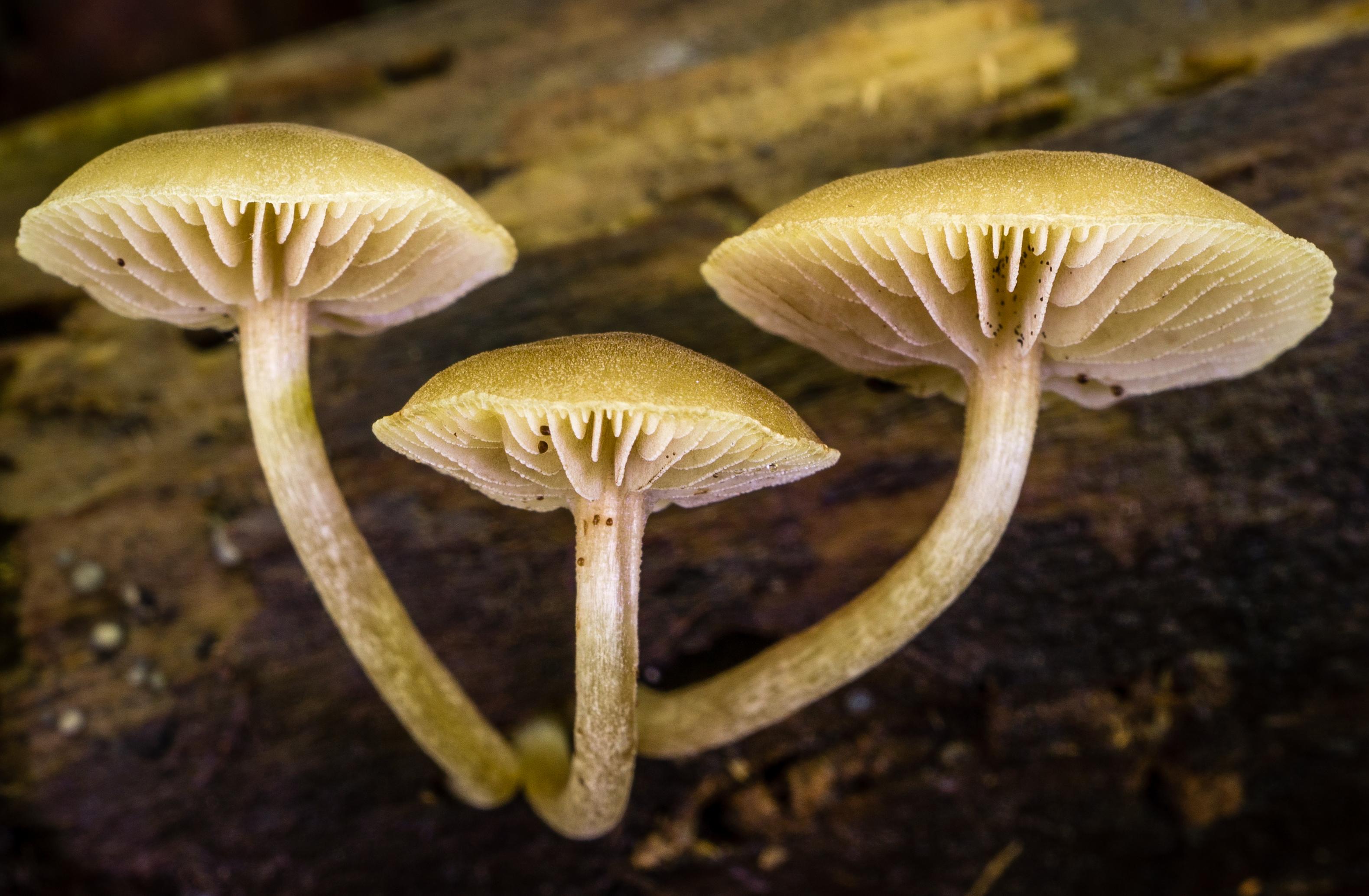

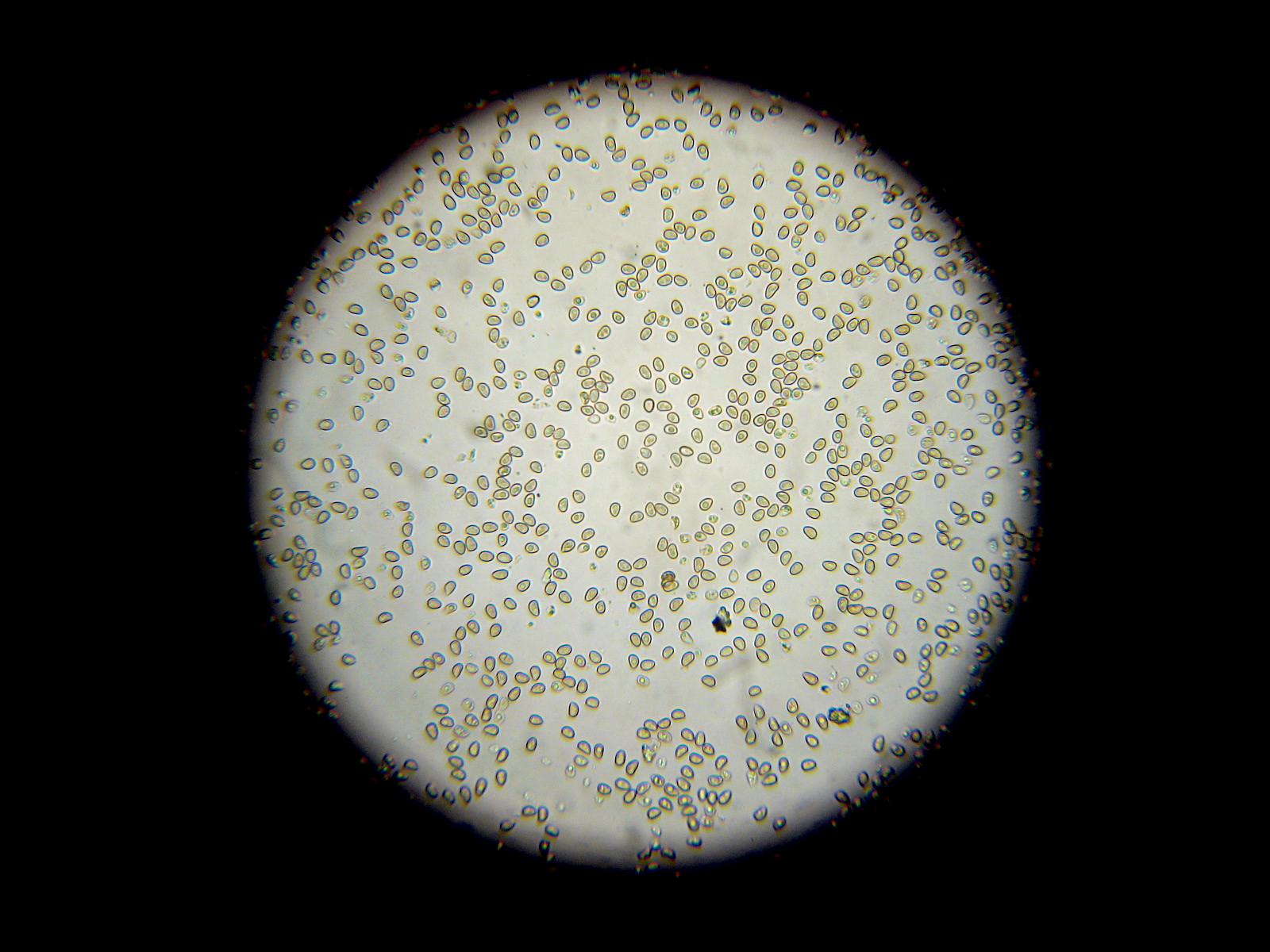
Zarodniki

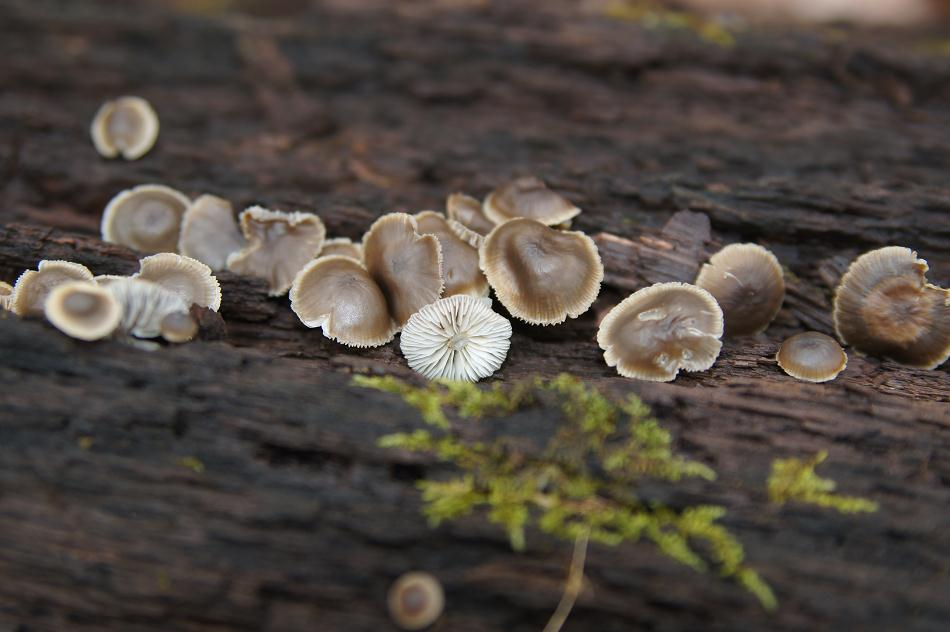

Ciemnoboczniak bukowy (Simocybe centunculus (Fr.) P. Karst.) – gatunek grzybów należący do rodziny ciżmówkowatych (Crepidotaceae).

## Systematyka i nazewnictwo
Pozycja w klasyfikacji według Index Fungorum: Simocybe, Inocybaceae, Agaricales, Agaricomycetidae, Agaricomycetes, Agaricomycotina, Basidiomycota, Fungi.
Po raz pierwszy zdiagnozował go Elias Fries w 1821 r., nadając mu nazwę Agaricus centunculus. Obecną, uznaną przez Index Fungorum nazwę nadał mu Petter Karsten  w 1879 r.
Ma ponad 20 synonimów. Niektóre z nich:
- Ramicola centunculus (Fr.) Watling 1989
- Ramicola laevigata (J. Favre) Watling 1989
- Ramicola maritima (Bon) Bon 1991
- Ramicola obscura Romagn. ex Watling 1989
- Simocybe centunculus var. laevigata (J. Favre) Senn-Irlet 1995
- Simocybe centunculus var. maritima (Bon) Senn-Irlet 1995
- Simocybe centunculus var. obscura Romagn. ex Senn-Irlet 1995
- Simocybe laevigata (J. Favre) P.D. Orton 1969
- Simocybe laevigata var. maritima (Bon) Courtec. 1985
- Simocybe laevigata var. maritima (Bon) Courtec. 1983
- Simocybe obscura Romagn. ex D.A. Reid 1984

Nazwę polską zaproponował Władysław Wojewoda w 2003 roku dla synonimu Ramicola centunculus (Fr.) Watling.

## Morfologia
Kapelusz
Średnica 1–2,5 cm. Brzeg początkowo podgięty, potem wyprostowany. Powierzchnia u młodych owocników aksamitna, oliwkowobrązowa z jaśniejszym brzegiem, częściowo higrofaniczna, prążkowana przy brzegu. Starsze owocniki matowe, brązowe, nieprążkowane.
Blaszki
Przyrośnięte, gęste, stosunkowo szerokie, oliwkowo-brązowe. Blaszeczki do 3 stopnia.
Trzon
Wysokość 1,5–3 cm, grubość 0,2–0,4 cm, walcowaty, prosty lub zakrzywiony, pusty. Powierzchnia młodych owocników owłosiona, u starszych naga, biało oprószona na oliwkowym lub matowo-brązowym tle. U podstawy biała grzybnia.
Miąższ
W kapeluszu cienki, oliwkowo-brązowy.
Cechy mikroskopowe
Zarodniki elipsoidalne do jajowatych, 6–8 × 4–5 µm. Wysyp zarodników o barwie od oliwkowo-brązowej do brązowej.

## Występowanie
Znane jest występowanie ciemnoboczniaka bukowego w Ameryce Północnej i w Europie. Na obydwu tych kontynentach jest szeroko rozprzestrzeniony. Podano także jego występowanie w Armenii i Japonii. W piśmiennictwie naukowym na terenie Polski do 2003 r. podano liczne stanowiska. Prawdopodobnie jest rzadki. Może być zagrożony. Bardziej aktualne jego stanowiska w Polsce podaje internetowy atlas grzybów. Znajduje się w nim na liście gatunków rzadkich i wartych objęcia ochroną.
Saprotrof. Występuje w lasach mieszanych i ogrodach botanicznych. W Polsce obserwowany był na opadłych gałęziach drzew liściastych, zwłaszcza buka, rzadziej grabu i jarzębu. Owocniki od czerwca do października.